# Genus (entreprise)
Genus est une entreprise de biotechnologie britannique spécialisée dans la gestion de la semence d'animaux d'élevage comme les cochons ou les bovins. Elle est issue de la mise sur le marché en 1994 d'une partie des activités du Milk Marketing Board.